# 趙珩 (嘉靖進士)
趙珩（1480年—？年），字宗德，江西饒州府餘幹縣人。明朝政治人物，嘉靖癸未進士。

## 生平
治《詩經》，行二十五，正德五年（1510年）江西鄉試第二十七名舉人，年四十四歲中式嘉靖二年（1523年）癸未科會試第一百二十名，第三甲第一百五名進士。嘉靖三年（1524年）任廣東南雄府推官。

## 家族
曾祖趙同祖。祖父趙自牧，贈府同知。父趙哲，都轉運盐使司同知，進階中順大夫。母羅氏，封宜人。永感下。兄趙玉，教谕；趙琥，教谕；趙璜，教授；瑾；珙；璲；珤。